# Блесонвил
Блесонвил (фр. Blessonville) насеље је и општина у североисточној Француској у региону Шампањ-Арден, у департману Горња Марна која припада префектури Шомон.
По подацима из 2011. године у општини је живело 224 становника, а густина насељености је износила 22,95 становника/km². Општина се простире на површини од 9,76 km². Налази се на средњој надморској висини од 307 метара.

## Демографија
| 1962. | 1968. | 1975. | 1982. | 1990. | 1999. | 2011. |
| ----- | ----- | ----- | ----- | ----- | ----- | ----- |
| 186   | 205   | 168   | 167   | 186   | 190   | 224   |

График промене броја становника у току последњих година